# (117390) Stephanegendron
(117390) Stephanegendron est un astéroïde de la ceinture principale.

## Description
(117390) Stephanegendron est un astéroïde de la ceinture principale. Il fut découvert le 19 décembre 2004 à Mount Lemmon par Mount Lemmon Survey. Il présente une orbite caractérisée par un demi-grand axe de 3,19 UA, une excentricité de 0,13 et une inclinaison de 1,2° par rapport à l'écliptique.